# جونكو أكيموتو
جونكو أكيموتو (باليابانية: 秋元順子؛ بالكانا: あきもと じゅんこ) هي مغنية يابانية، ولدت في 21 يونيو 1947 في طوكيو في اليابان.

## وصلات خارجية
- الموقع الرسمي
- جونكو أكيموتو على موقع ميوزك برينز (الإنجليزية)
- جونكو أكيموتو على موقع ديسكوغز (الإنجليزية)